# Pat MacDonald
Pour les articles homonymes, voir MacDonald.
Pat MacDonald (né le 6 aout 1952 à Green Bay dans le Wisconsin) est un chanteur/compositeur américain. 

## Biographie
Pat MacDonald est surtout célèbre pour avoir été chanteur, guitariste et compositeur principal du groupe Timbuk3, nommé pour le Grammy Away du Meilleur Nouvel Artiste en 1987. Il forma ce duo avec sa femme de l'époque, Barbara K. MacDonald, en 1984 à Madison, Wisconsin, avant de s'installer à Austin, Texas la même année. Le groupe se sépare en 1995, date depuis laquelle il poursuit une carrière solo, qu'il mène de front aux États-Unis et en Europe. 
Pat MacDonald a également écrit des chansons pour ou avec Cher, Keith Urban, Imogen Heap, Stewart Copeland du groupe The Police, Peter Frampton, et le compositeur japonais Ryuichi Sakamoto. Des chansons qu'il a écrites ou coécrites ont été interprétées par Aerosmith, Oysterhead, Cher, Jools Holland, Billy Ray Cyrus, Night Ranger, Pavarotti.
Il a également créé avec le guitariste et chanteur Eric McFadden le groupe The Legendary Sons of Crack Daniels, dont un album, intitulé Medecine, est sorti en 2006
En 2005, il a cofondé le Steel Bridge Songfest, un concert caritatif annuel et festival d'auteurs/compositeurs se tenant dans sa ville de résidence actuelle de Sturgeon Bay, Wisconsin.

## Discographie Solo
- 1997 - Pat MacDonald Sleeps With His Guitar (Ark 21)
- 1999 - Begging Her Graces (Ulftone)
- 2001 - Degrees Of Gone (Ulftone)
- 2003 - Strange Love: PM Does DM (Ulftone)
- 2004 - In The Red Room (DarkPresents)
- 2007 - Troubadour of Stomp (Broken Halo)
- 2008 - In The Red Room (SB United)
- 2009 - Purgatory Hill (auto-production)